# Autoroute A9 (Chypre)
Pour les articles homonymes, voir A9 et Autoroute A9.
L'autoroute A9 (grec moderne : αυτοκινητόδρομος Α9/Aftokinitodromos A9 ; turc : otoyol A9) est une autoroute chypriote reliant Nicosie à Astromerítis.

## Tracé
- : Nicosie Ouest
- : Anthoupolis (en)
- : Kokkinotrimithiá Est
- : Mammari (en), Kokkinotrimithia Nord
- : Deneia (en), Kokkinotrimithia Ouest